# Filipe Firmino Rodrigues Chaves
Filipe Firmino Rodrigues Chaves (Rio de Janeiro, 1831 — Rio de Janeiro, 1902) foi um contra-almirante brasileiro.
Foi ministro da Marinha do Brasil, de 30 de abril de 1893 a 5 de janeiro de 1894.